# Reversing Falls

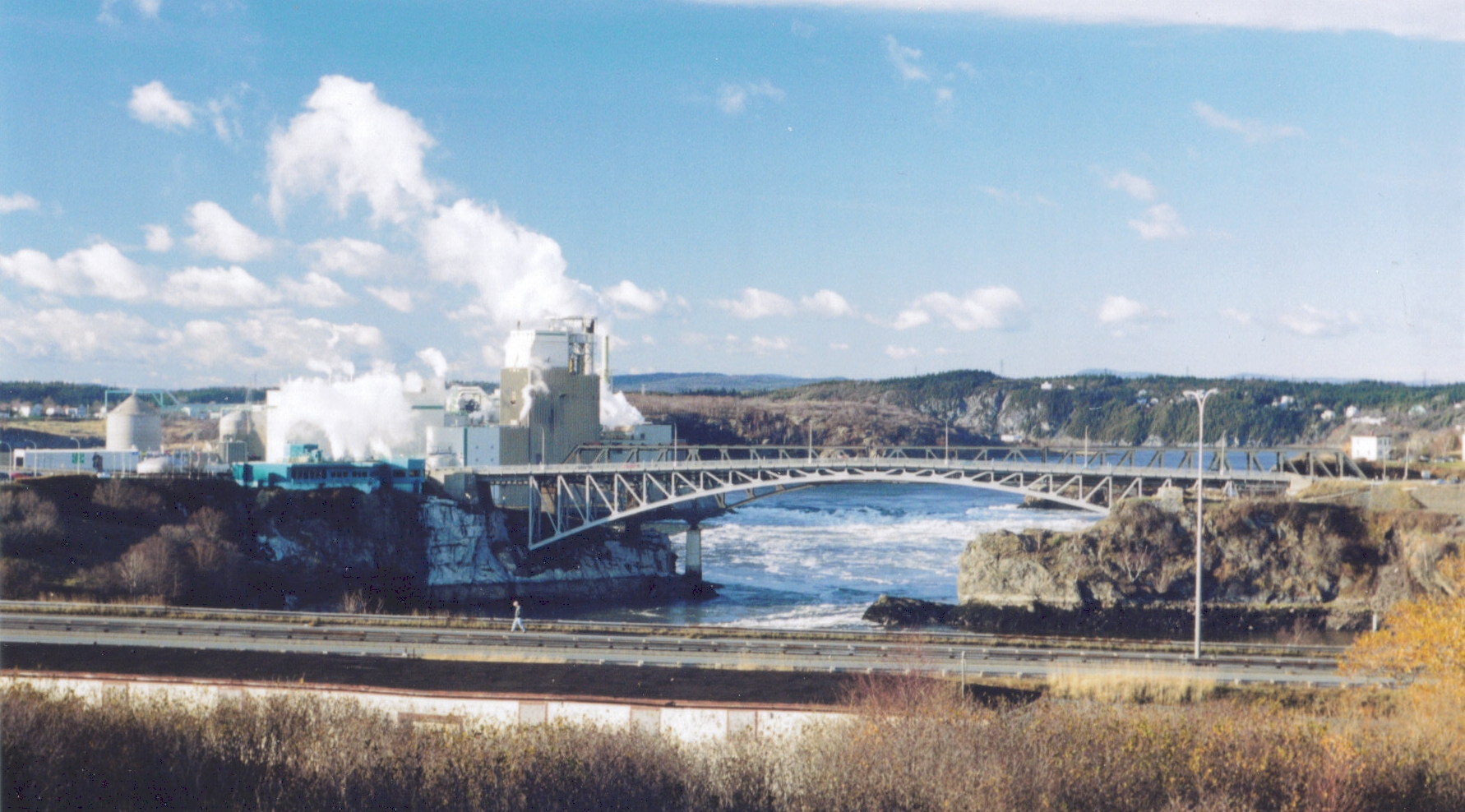
Die Reversing Falls bei Ebbe, Blickrichtung flussaufwärts,
Upper Falls im Hintergrund (Schwelle zwischen Papierfabrik und Crow Island),
Lower Falls im Vordergrund (Engstelle unter den beiden Fachwerkbrücken),
Aufnahme mit Teleobjektiv (Distanz zwischen Upper und Lower Falls etwa 650 Meter)

Die Reversing Falls sind Stromschnellen im Mündungsbereich des Saint John Rivers in die Bay of Fundy. Sie befinden sich bei Saint John in der kanadischen Provinz New Brunswick. Durch den in dieser Bucht außergewöhnlich großen Tidenhub kehrt sich die Fließrichtung des Saint John River im Mündungsbereich abhängig von den Gezeiten um. Eine felsige Schwelle im Flussbett (Upper Falls) und eine sich anschließende enge Schlucht (Lower Falls) verringern den Abflussquerschnitt und verstärken die Strömung derart, dass sowohl bei Ebbe als auch bei Flut Fließgefälle und folglich  Stromschnellen entstehen, jeweils in die entgegengesetzte Richtung. Ein gefahrloser Schiffsverkehr ist in diesem Flussteil nur in den Zeiten mit schwacher Strömung zwischen Ebbe und Flut möglich.

## Lage und Umgebung

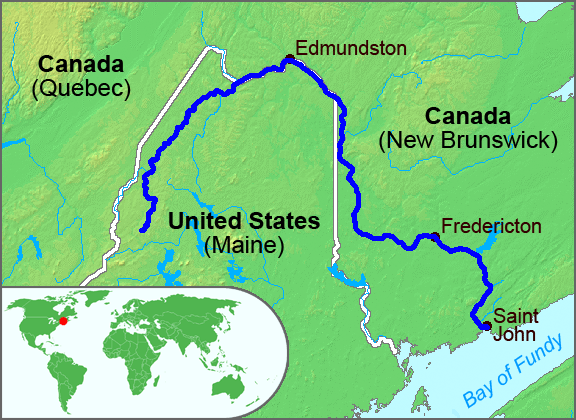

Der Saint John River mündet aus Norden kommend etwa 4 km nach den Reversing Falls in den mittleren Teil der Fundy Bay. Oberhalb der Falls durchfließt er ein Fjord, das in ein größeres Binnenbecken, die Grand Bay, übergeht. Ihr schließt sich ein engerer, etwa vier Kilometer langer Abschnitt an, bevor  bei Indiantown, einem Stadtteil von Saint John, ein wieder etwas breiteres Becken, das an die Falls stößt, entsteht.
Bei den etwa zwei Kilometer unterhalb von Indiantown liegenden Upper Falls verengt sich der Fluss recht unmittelbar auf eine Breite von 215 Metern. Außerdem befindet sich hier eine Untiefe, die Reversing Falls Sill. Nun weitet sich der Fluss zunächst wieder etwas, bevor er nach etwa 600 Metern die mit 106 Metern engste Stelle, die Lower Falls passiert. Über diese führen  zwei direkt nebeneinander liegende Brücken, die beide nach dem Phänomen Reversing Falls benannt sind, eine Eisenbahnbrücke und eine Straßenbrücke. Unterhalb dieser Engstelle biegt der Fluss scharf für etwa zwei Kilometer nach links ab, bevor er nach einer etwa rechtwinkligen Rechtsbiegung das Hafenbecken von Saint John erreicht, das sich zur Bay of Fundy öffnet.

## Hydrologische Eigenschaften

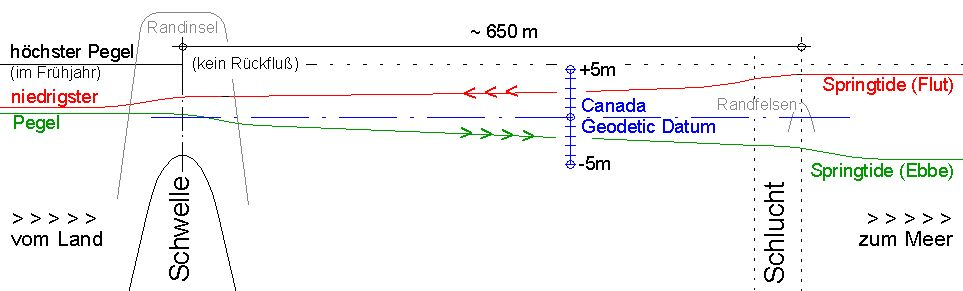
Schematischer Längsschnitt durch die Reversing Falls

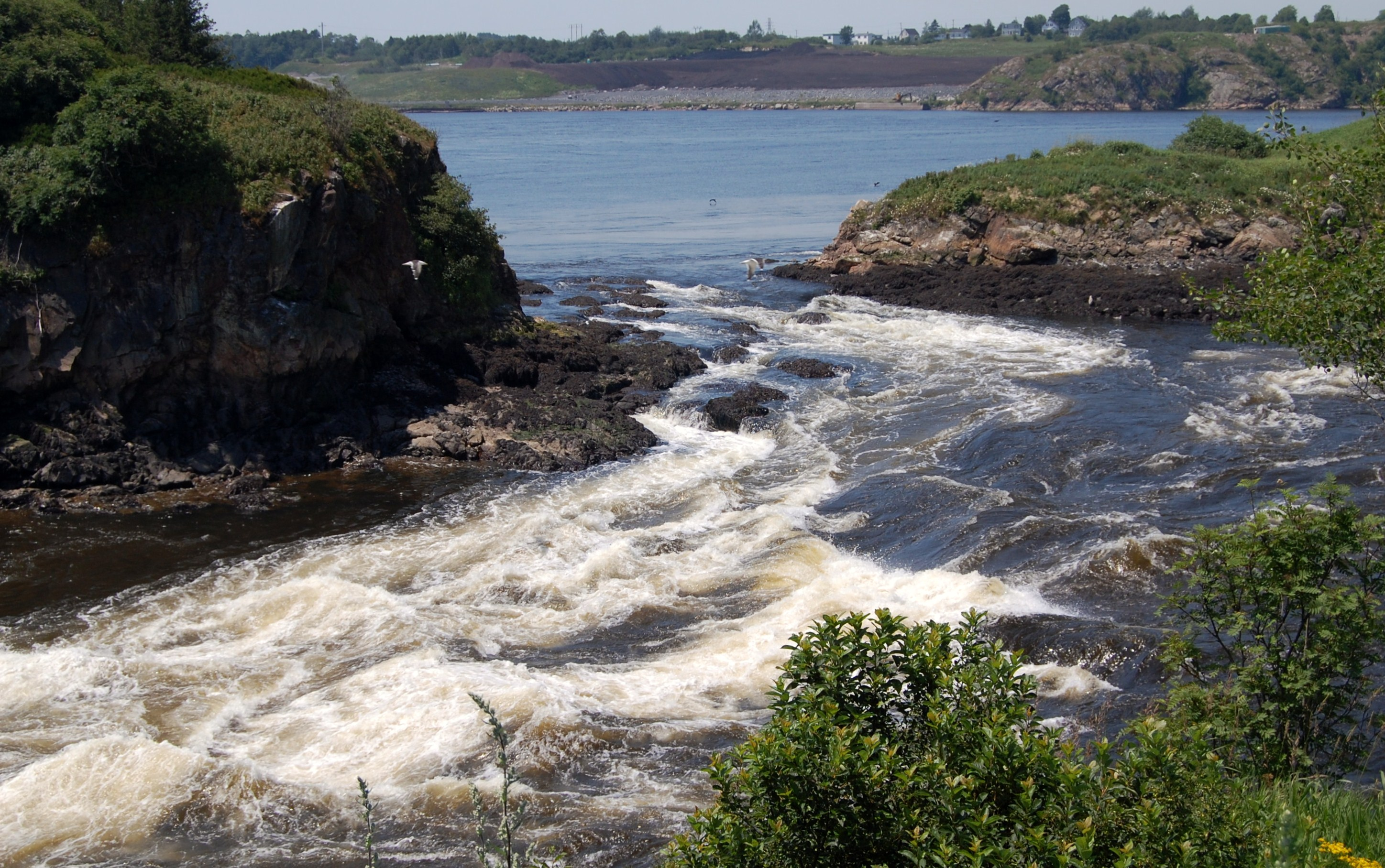
Am Rand der Reversing Falls Sills zwischen Crow Island (links), einer weiteren Insel (rechts oben) und dem östlichen Ufer (rechts unten), Ebbe, Blickrichtung flussaufwärts

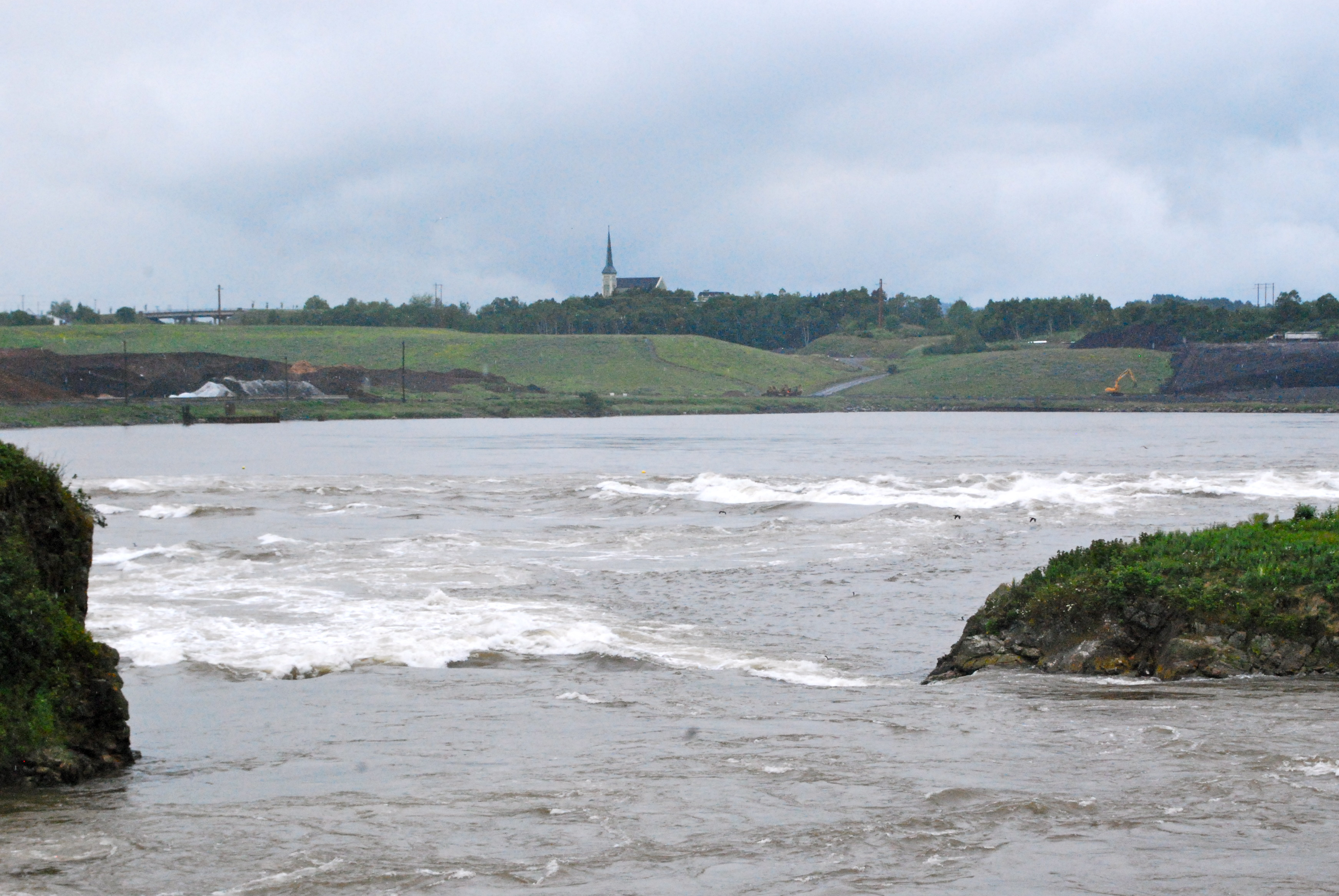
In etwa dieselbe Stelle wie oben (zwischen den beiden Inseln), eine Stunde vor Höchststand der Flut

Südlich von Indiantown, am Beginn der Reversing Falls, ist während Ebbe das Fließgefälle des Saint John River relativ stark, es beträgt vier Meter auf den folgenden drei Kilometern. Die durchschnittliche Süßwassermenge, die der Saint John River ins Meer transportiert, beträgt etwa 1100 m³/s, kann aber während der Schneeschmelze im Frühjahr kurzzeitig auf über 10.000 m³/s ansteigen. Die Schwelle am Beginn der Reversing Falls, das sogenannte Reversing Falls Sill, und die nach wenigen hundert Metern folgende enge Schlucht behindern einen derartigen Durchfluss bei normalem Wasserstand, der zudem nur wenig über dem mittleren Meeresspiegel liegt. Auch während Ebbe muss am Reversing Falls Sill die Wassertiefe mindestens 5 Meter betragen, damit das Süßwasser abfließen kann.
Die Bay of Fundy ist bekannt für ihren außergewöhnlich großen Tidenhub. Der Tidenhub im Mündungsbereich des Saint John River ist mit durchschnittlich 6,7 Meter für die Bay vergleichsweise bescheiden, in Extremfällen kann er bis zu 9,1 Meter betragen. Zweimal am Tag wechseln sich Ebbe und Flut ab, der Spring-Nipp-Zyklus dauert 14 Tage. Bei Ebbe liegt der Wasserspiegel in der Hafenbucht in der Regel vier Meter niedriger als der Wasserspiegel am Reversing Falls Sill. In dieser Phase fließt durch die Reversing Falls eine Mischung aus Süßwasser und Meereswasser der vorhergehenden Flut flussabwärts. Der Tidenhub oberhalb der Reversing Falls beträgt durch deren dämpfende Wirkung bei Indiantown nur etwa einen halben Meter. Damit liegt der Wasserspiegel des Hafenbeckens während normaler Wasserführung des Saint John Rivers bei Flut 1,7 bis 4,2 Meter über dem bei Indiantown, abhängig von der Höhe der Flut. Während dieser Phase kehrt sich die Fließrichtung des Saint John Rivers unterhalb von Indiantown um und das Fließgefälle in Verbindung mit dem verengten Querschnitt im Bereich der Reversing Falls reicht aus, dass sich auch landeinwärts Stromschnellen bilden. Während der Schneeschmelze im Frühjahr kann der Wasserspiegel oberhalb der Reversing Falls dauerhaft über dem im Hafenbecken liegen – dann kommt es zu keiner Umkehrung der Fließrichtung. Längerfristige Aufzeichnungen der Pegelstände lassen vermuten, dass etwa zwei Drittel der Zeit der Saint John River im Bereich der Reversing Falls Richtung Meer fließt.

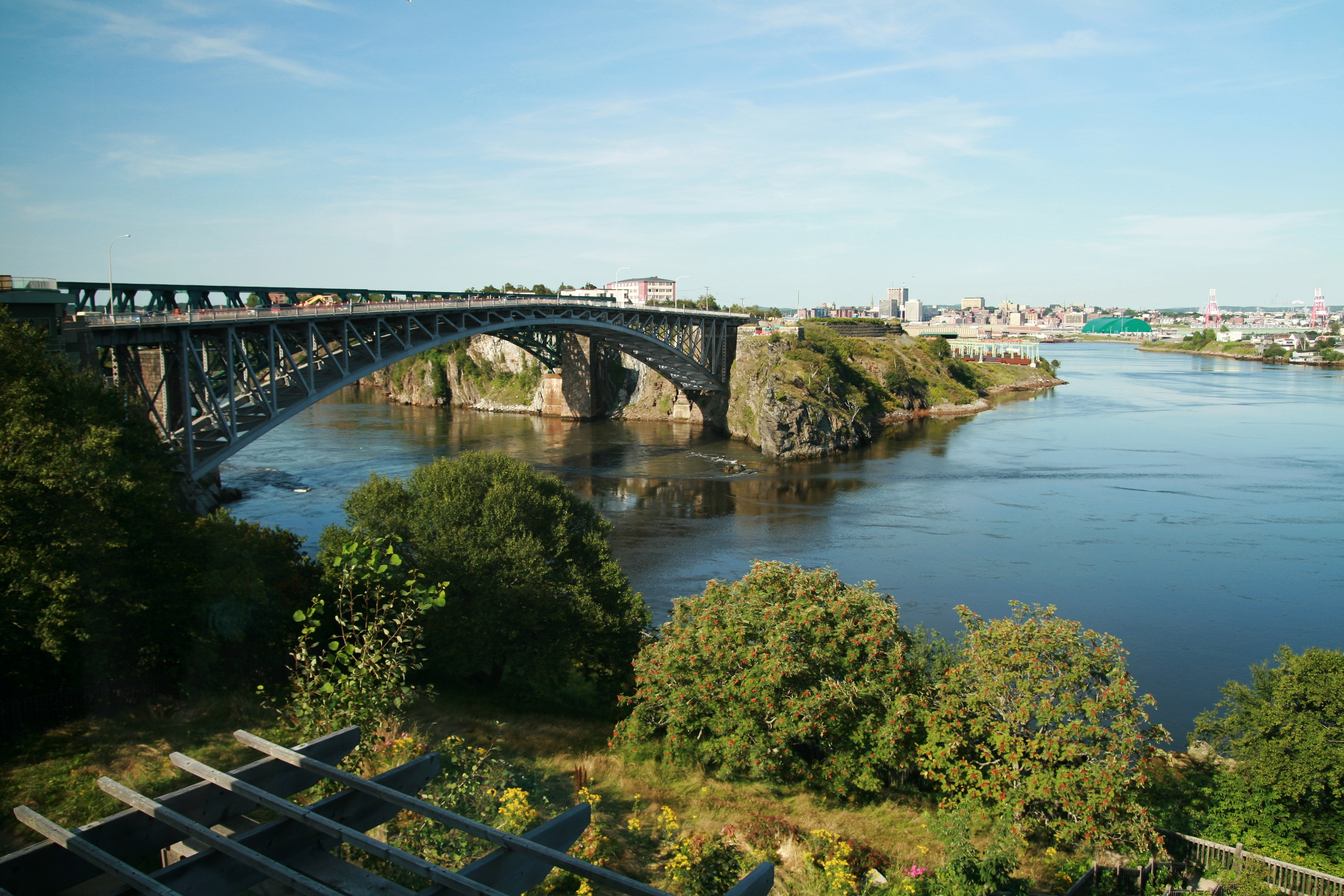
Unterhalb der engen Schlucht: etwa zwei Stunden nach Höchststand der Flut, Strömungsrichtung noch landeinwärts.
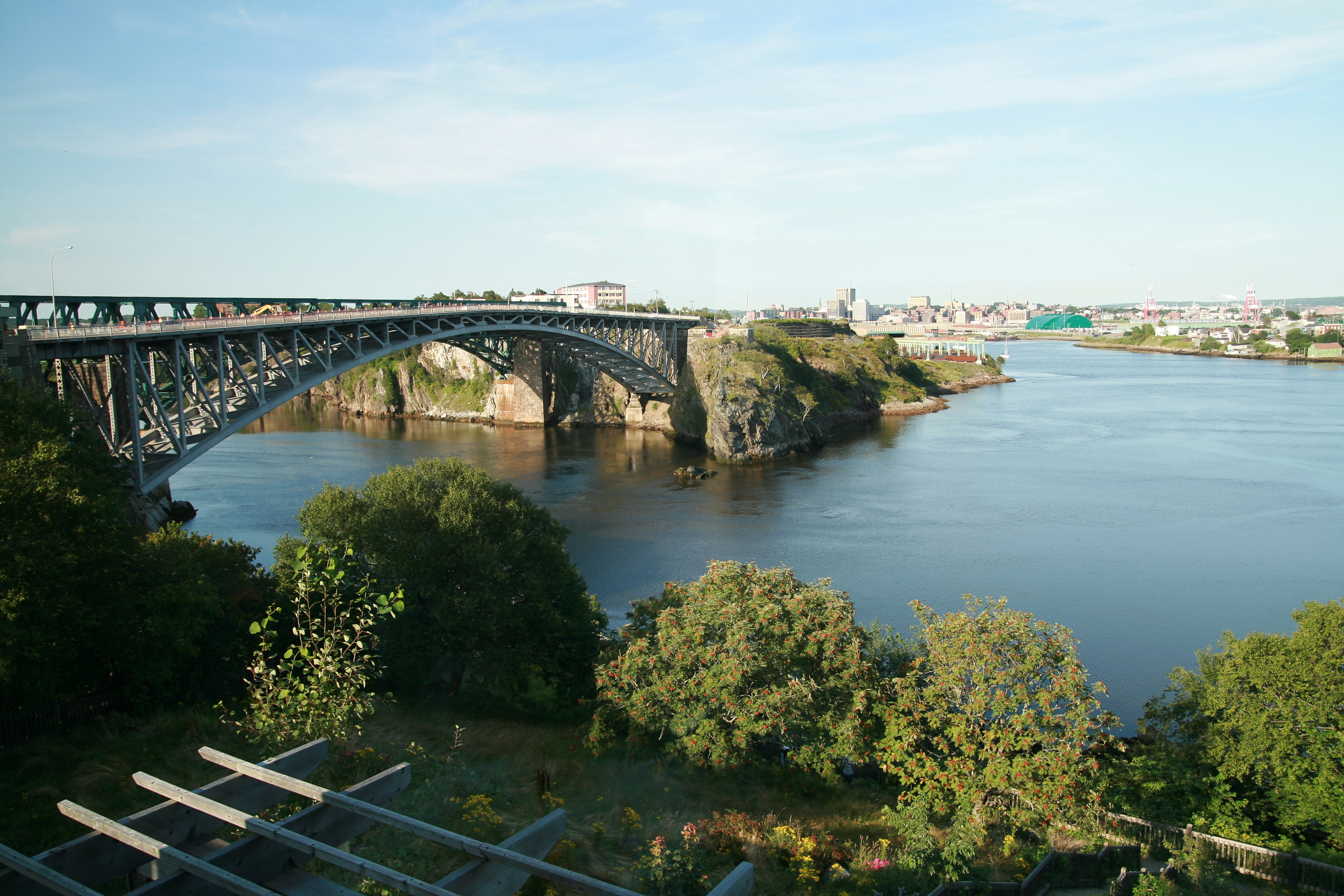
Gleichstand der Gezeiten zwischen Ebbe und Flut (slack tide) etwa 38 Minuten später.
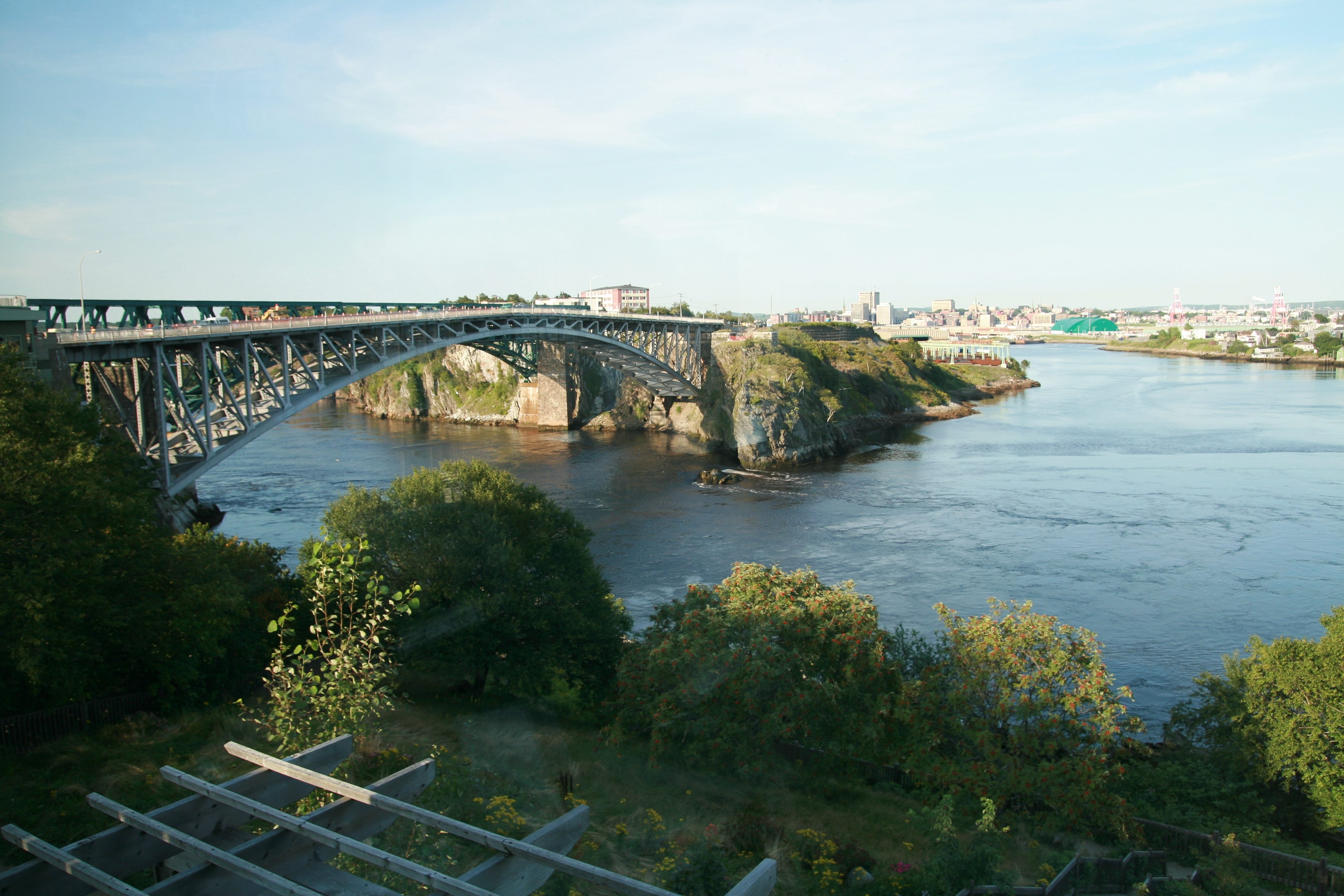
Weitere 15 Minuten später fließt der Saint John River bereits wieder meerwärts.

## Tourismus
Bereits seit den 1840er-Jahren sind die Reversing Falls eine touristische Attraktion der Stadt Saint John. Im unteren Abschnitt der Reversing Falls nahe der engsten Stelle des Flusses wurde im Jahr 1853 – nach einigen vergeblichen Versuchen – die erste Brücke errichtet, die die Stadt mit ihrem westlichen Umland verband. Bis weit ins 20. Jahrhundert hinein wurden den Touristen neben einem Fußweg zur Besichtigung an Annehmlichkeiten nur eine Schutzhütte und ein Picknicktisch geboten. Seit den 1930er-Jahren gab an der Ostseite der Brücke einen Laden, in dem man auch Souvenirs kaufen konnte und die Chronologie der Gezeiten veröffentlicht wurde. Im Jahr 1955 wurde an Stelle des Ladens ein Tourismusbüro eröffnet, das den heutigen Vorstellungen einer solchen Einrichtung nahekommt.

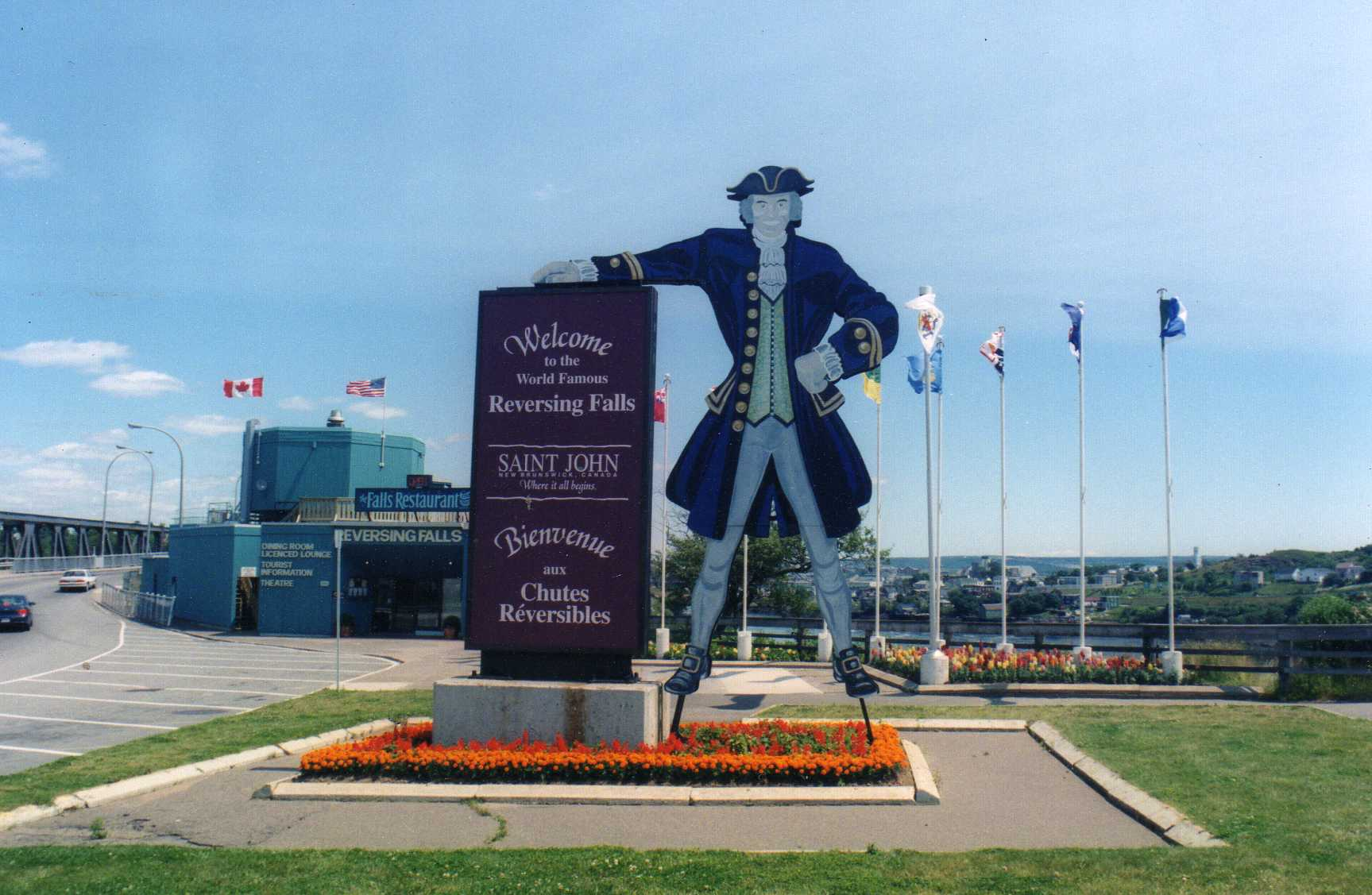
Tourismusbüro und der „Loyalist Man“, seit den 1950er Jahren ein touristischer Werbeträger von Saint John, nahe dem Aussichtspunkt bei den Brücken

Als im Jahr 1968 die Saint John Harbour Bridge eröffnet wurde und somit weiter flussabwärts eine weitere Möglichkeit bestand, den Fluss zu überqueren, brachen die bisher zufriedenstellenden Besucherzahlen dramatisch ein. Die Touristenattraktion wurde bis dahin meist „Reversing Fall Rapids“ genannt – im Gegensatz zum Flussabschnitt, der schon immer schlicht aber vielleicht etwas dramatisierend als „Reversing Falls“ bezeichnet wird. Man entschloss sich nun das „Rapids“ – also den Hinweis, dass es sich „nur“ um Stromschnellen handelt – aus der Bezeichnung der Touristenattraktion ebenfalls zu tilgen, um den Touristen nicht von vornherein die Illusion zu nehmen, es könne sich dabei um etwas handeln, das rückwärts fließenden Niagarafällen (engl. Niagara Falls) gleichkäme. Möglicherweise auch diese Namensänderung führte dazu, dass manche Besucher zu große Erwartungen hegen und sich betrogen fühlen. Um dies zu vermeiden, ist mittlerweile auch die Bezeichnung „Reversing Rapids“ im Umlauf was die Verwirrung komplettiert. Was möglicherweise auch zur Enttäuschung mancher Touristen beiträgt, ist die Tatsache, dass man etwas über sechs Stunden warten müsste, um einer vollständigen Umkehrung der Fließrichtung beizuwohnen.
Von 1995 bis 2014 wurden Jetboot-Touren im Bereich der Reversing Falls angeboten. Auch Kajakfahrer versuchen sich in den Stromschnellen, manche von ihnen geraten allerdings in Schwierigkeiten und müssen gerettet werden. Da die Jetboats oft zur gleichen Zeit im Wasser waren, übernahmen sie gelegentlich auch Rettungseinsätze.

## Geschichte und Legenden
Eine indianischen Legende zufolge baute einst der große Biber einen mächtigen Damm im Mündungsgebiet des Saint John Rivers. Sehr zum Ärger der anderen Tiere staute der Damm einen riesigen See über das ganze Land von Jemseg bis Keswick. Glooscap – eine Figur der indianischen Mythologie, ein sogenannter Kulturheros – wurde zu Hilfe gerufen. Mit seiner schweren Keule zerstörte er den Damm und die Wasserfluten spülten einen Teil davon hinaus in die Bay of Fundy. Man sagt, dass es sich bei Partridge Island, der vorgelagerten Insel südlich von Saint John, um Reste dieses Damms handle – die Indianer nennen diese Insel Quak-m'kagan'ik, was so viel wie „ein herausgeschnittenes Stück“ bedeutet. Die Reversing Falls nennen sie Quabeet-a-wee-soga, in etwa „der umgestürzte Damm des Bibers“. Weiterhin erzählt man sich, dass es sich bei Split Rock, der kleinen Felsinsel unmittelbar südlich der Brücken, um Glooscaps Keule handelt, die er weggeworfen hat, nachdem die Arbeit erledigt war.
Am 24. Juni 1604 erreichten die ersten Europäer das Mündungsgebiet des Saint John Rivers. Expeditionsleiter war Pierre Dugua de Mons, ein französischer Entdecker und Händler, der von Samuel de Champlain begleitet wurde, einem französischen Forschungsreisenden und Kartographen. Die Reversing Falls zogen bereits das Interesse der ersten Forscher auf sich und sie beschrieben diesen Flussabschnitt in ihren Tagebüchern und Berichten mehr oder weniger präzise. Pierre Biard, ein jesuitischer Missionar, der 1611 in dieses Gebiet kam, beschrieb den Flussabschnitt an der engsten Stelle mit folgenden Worten:

“The entrance to this river is very narrow and very dangerous, for the ship has to pass between two rocks, where the current of the tide is tossed from the one side to the other, flashing between them as swift as an arrow.”

„Die Einfahrt zum Fluss ist sehr eng und sehr gefährlich, da ein Schiff zwischen den beiden Felsen hindurch gelangen muss, wo die Strömung der Gezeiten von einer Seite zur anderen getrieben wird und zwischen den Seiten flink wie ein Pfeil umherjagt.“